# Faculdade Pitágoras de Teixeira de Freitas
A Faculdade Pitágoras de Teixeira de Freitas (PIT TEIXEIRA) é uma instituição de ensino superior brasileira, situada em Teixeira de Freitas, Estado da Bahia. O seu campus está localizado no bairro Bela Vista, às margens da BR-101.

## História
Em 2002 foi fundada a Faculdade de Teixeira de Freitas (FACTEF), sob gestão da Sociedade Educacional de Teixeira de Freitas (SETEF). A instituição foi credenciada através da Portaria MEC nº 434. Sete anos mais tarde, em 2009, os direitos da unidade foram cedidos ao grupo Kroton Educacional, administradora da marca Faculdades Pitágoras. Naquele mesmo ano, através da portaria MEC nº 1.583, a instituição foi renomeada para Faculdade Pitágoras de Teixeira de Freitas (PIT TEIXEIRA). Apesar de existirem diversas instituições sob o nome Pitágoras pelo país, a PIT TEIXEIRA continua sendo uma instituição independente e com ato regulatório próprio no Ministério da Educação.